# هنري بيسكارولو
هنري بيسكارولو (بالفرنسية: Henri Pescarolo)‏ مواليد 25 سبتمبر 1942، هو سائق فورملا 1 فرنسي سابق بدأ مسيرته الاحترافية سنة 1968. كان أول سباق له هو جائزة كندا الكبرى 1968. خاض خلال مسيرته 64 سباقاً.

## سباقات شارك فيها
- لو مان 24 ساعة
- بطولة العالم للسيارات الرياضية

## روابط خارجية
- هنري بيسكارولو على موقع Racing-Reference.info (الإنجليزية)
- هنري بيسكارولو على موقع DriverDB.com (الإنجليزية)
- هنري بيسكارولو على موقع eWRC-results.com (الإنجليزية)